# Preston Township (Illinois)
Pour les articles homonymes, voir Preston Township.
Preston Township est un township du comté de Richland dans l'Illinois, aux États-Unis,. En 2010, le township comptait une population de 1 247 habitants.

## Source de la traduction
- (en) Cet article est partiellement ou en totalité issu de l’article de Wikipédia en anglais intitulé « Preston Township, Richland County, Illinois » (voir la liste des auteurs).